# Emiliano Ortega
Emiliano José Ortega Riquelme (7 de abril de 1937) es un agrónomo y político chileno, miembro del Partido Demócrata Cristiano (PDC). Se desempeñó como ministro de Agricultura durante el gobierno del presidente Eduardo Frei Ruiz-Tagle, entre 1994 y 1996. Previamente había ejercido cargos en dicho Ministerio bajo el gobierno del padre del anterior, Eduardo Frei Montalva (1964-1970).

## Familia y estudios
Se tituló de ingeniero agrónomo en la Universidad de Chile y posteriormente realizó un posgrado en el Instituto de Altos Estudios Agronómicos de Montpellier, Francia. Luego obtuvo el doctorado en Economía Rural en la Universidad de Montpellier, en el mismo país.
Casado con Patricia Correa en segundas nupcias tras enviudar de Isabel Margarita Casassus, y padre de cuatro hijos, es hermano del exdiputado Eugenio Ortega (esposo de la exsenadora Carmen Frei Ruiz-Tagle) y del fallecido sacerdote Miguel Ortega.

## Trayectoria profesional
Su currículum incluye, asimismo, varios cargos de orden gremial y la presidencia del Colegio de Ingenieros Agrónomos.[cita requerida]
Es autor de varios libros sobre agricultura y desarrollo rural, así como de numerosos artículos publicados en revistas nacionales y extranjeras.[cita requerida]

## Trayectoria política
Integró el programa del sector agropecuario del Ministerio de Agricultura durante el gobierno del presidente Eduardo Frei Montalva (1964-1970).
En la misma administración, fungió como director de asistencia técnica y crediticia del Instituto Nacional de Desarrollo Agropecuario (Indap); director general de Agricultura y Pesca del Ministerio de Agricultura; organizador y primer director ejecutivo del Servicio Agrícola Ganadero (SAG); y creador de la actual Corporación Nacional Forestal (Conaf), anteriormente llamada Corporación de Reforestación (Coref).
También cumplió funciones profesionales en la estatal Corporación de Fomento de la Producción (Corfo), en la preparación del Programa Ganadero y el Programa de Mecanización Agrícola.
En 1994 se desempeñaba como jefe de la Unidad de Desarrollo Agrícola de la Cepal cuando fue llamado por Frei Ruiz-Tagle para servir como ministro de Estado en la cartera de Agricultura, cargo en el que permaneció hasta 1996.
Posteriormente asumió el puesto de presidente del Instituto de Educación Rural.